# Montenotte (departamento)
El departamento de Montenotte (en francés, département de Montenotte; en italiano, Dipartimento di Montenotte) fue un departamento del Primer Imperio Francés en la actual Italia. Fue constituido el 6 de junio de 1805, luego de la anexión de la República Ligur (antes República de Génova) el 4 de junio. Disuelto en 1814 con la caída de Napoleón, fue integrado al Reino de Cerdeña el 4 de enero de 1815. Fue así nombrado en conmemoración de la Batalla de Montenotte, la primera victoria napoleónica en Italia. Su capital era Savona.
Su territorio se divide actualmente entre las provincias italianas de Savona, Alessandria, Imperia y Cúneo.

## Subdivisiones
El departamento estaba dividido en los siguientes distritos (arrondissements) y cantones (situación en 1812):
- Savona, cantones: Cairo, Finale, Pietra, Noli, Quiliano, Sassello, Savona, Varazze.
- Acqui, cantones: Acqui, Castelletto d'Orba, Dego, Incisa, Nizza Monferrato, Santo Stefano Belbo, Spigno, Visone.
- Ceva, cantones: Calizzano, Ceva, Dogliani, Garessio, Millesimo, Murazzano, Ormea, Saliceto.
- Porto Maurizio, cantones: Alassio, Albenga, Borgomaro, Diano Marina, Oneglia, Pieve di Teco, Porto Maurizio, Santo Stefano.

Su población en 1812 era de 289.823 habitantes, y ocupaba un área de 393.798 hectáreas.

## Prefectos
- Hugues Nardon, 31 de enero de 1805 hasta 1806. Previamente prefecto de Maine-et-Loire, luego prefecto de Taro.
- Gilbert Joseph Gaspard de Chabrol de Volvic, 12 de marzo de 1806 hasta 1813. Previamente subprefecto de Pontivy, luego prefecto de Seine.
- Anton Brignole Sale, 12 de marzo de 1813 hasta 1814. A cargo de la vigilancia del papa Pío VII, prisionero en Savona, capital del departamento. Previamente maestro de las peticiones del Consejo de Estado.